# Muzeum Nordyckie
Muzeum Nordyckie (szw. Nordiska museet) – muzeum historii kultury, znajdujące się w Sztokholmie na wyspie Djurgården. Założone w 1873 w celu udokumentowania historii kultury Szwecji od 1520 do czasów współczesnych. Powstało z inicjatywy Artura Hazeliusa, który założył również Skansen. Obecny gmach muzeum, zaprojektowany przez Isaka Gustafa Clasona otwarto w 1907. W zbiorach muzeum jest ponad 1 500 000 eksponatów: ubiorów, biżuterii, przedmiotów codziennego użytku, mebli, zabawek, a także odtworzonych dawnych pomieszczeń mieszkalnych. Muzeum Nordyckie jest największym muzeum historii kultury w Szwecji.

## Historia

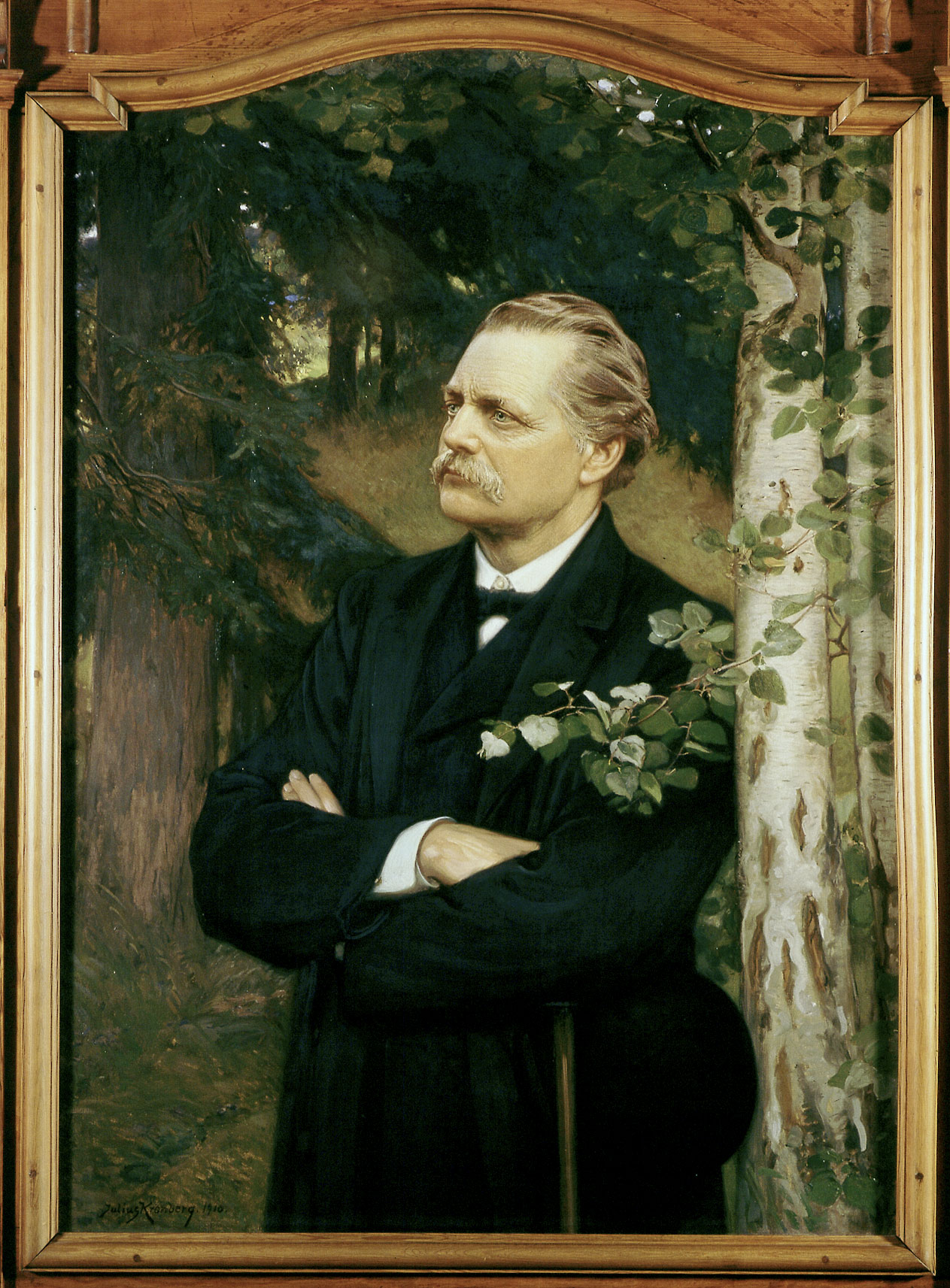
Artur Hazelius – portret pośmiertny pędzla Juliusa Kronberga z 1910

Muzeum Nordyckie założył Artur Hazelius.
Podczas podróży w rejon Dalarna w 1872 zauważył on, iż stara kultura chłopska ustępuje pod naporem industrializacji i postanowił zebrać i zachować dla przyszłych pokoleń jej dorobek, ratując go w ten sposób przed zapomnieniem. 
Zaczął gromadzić stroje ludowe i przedmioty sztuki ludowej. 24 października 1873 założył muzeum, które nazwał Kolekcja skandynawsko-etnograficzna (Skandinavisk-Etnografiska samlingen). Muzeum mieściło się przy ul. Drottninggatan w Sztokholmie. W 1880 jego nazwa została zmieniona na Muzeum Nordyckie. Zarazem z muzeum ustanowiono fundację, której właścicielem stał się naród szwedzki. Taki stan prawny zachował się do dziś – Muzeum Nordyckie jest własnością Szwedów. Kolekcja muzealna powiększała się również drogą zakupu eksponatów z innych krajów skandynawskich i bałtyckich. Choć największą część zbiorów stanowiła kolekcja szwedzkiej sztuki ludowej, to reprezentowana była również sztuka mieszczańska (meble, ubiory, rękodzieło). Zbiór uzupełniały manuskrypty znanych pisarzy i przedmioty, które należały do znanych szwedzkich osobistości. 
Mottem Hazeliusa stało się powiedzenie: 

Poznaj sam siebie.

Chciał on w ten sposób dać wyraz przekonaniu, iż człowiek powinien poznać swoją historię i swoje korzenie, aby lepiej zrozumieć teraźniejszość i z większą gotowością wyjść na spotkanie przyszłości.
W 1891 z inicjatywy Hazeliusa otwarto Skansen, pomyślany jako jedność natury, roślin i zwierząt – jako jedna Szwecja w miniaturze. Idea skansenu szybko odniosła sukces i stała się przykładem dla muzeów na wolnym powietrzu na całym świecie. Początkowo Skansen i Muzeum Nordyckie stanowiły jedność organizacyjną; od 1963 Skansen stał się instytucją niezależną.

## Historia i architektura budynku muzeum

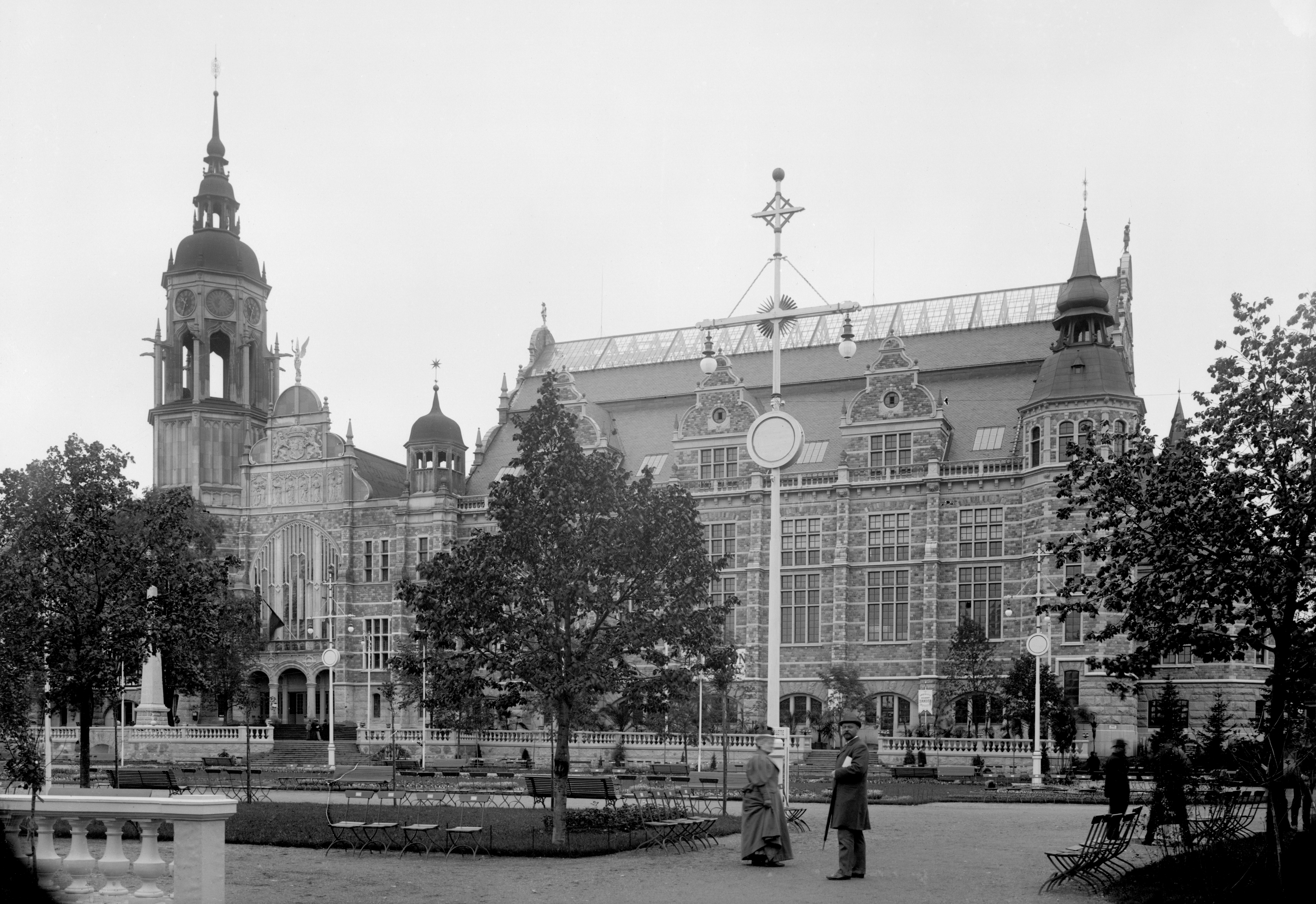
Muzeum Nordyckie w 1897

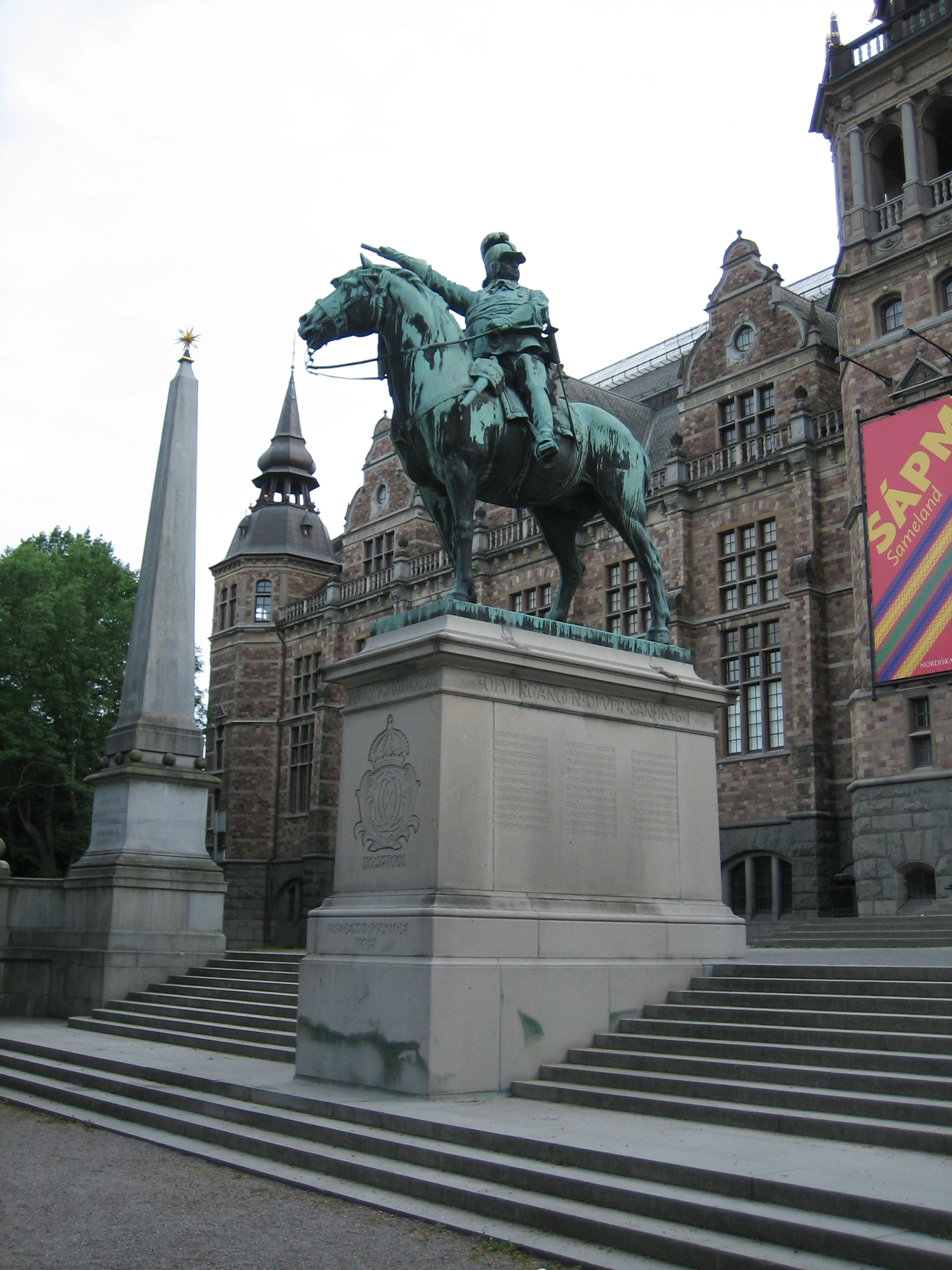
Posąg króla Karola X Gustawa przed budynkiem muzeum

W 1883 ogłoszono międzynarodowy konkurs architektoniczny na projekt budynku Muzeum Nordyckiego, ale jury konkursowe  nie przyjęło żadnej propozycji, uważając iż przedłożone projekty nie były wystarczająco nordyckie w charakterze. Ostatecznie sporządzenie projektu powierzono architektowi Isakowi Gustafowi Clasonowi i jego asystentowi Gustafowi Aménowi. Projekt Clasona zatwierdzono w 1891. Budynek muzeum miał pierwotnie mieć formę ogromnego, czworobocznego zamku z wewnętrznym dziedzińcem i być czterokrotnie większy od dzisiejszego. Grunt pod jego budowę przekazał król Oskar II. Prace budowlane ruszyły w 1888 i przebiegały powoli z powodu braku funduszy. W 1897 została zakończona północna część obecnego budynku, a w 1907 ukończono cały budynek (zachodnie skrzydło pierwotnego projektu). 8 czerwca 1907 gmach Muzeum Nordyckiego został oficjalnie otwarty. Jego elewację zdobiły niebiesko-żółte sztandary, a uroczystość inauguracji uświetnił zespół muzyczny szwedzkiej floty i ubrane w stroje ludowe kobiety z regionu Dalarna. Przypominający zamek budynek muzeum nawiązuje ze swymi wieżyczkami i basztami i szczytami do renesansowego, duńskiego zamku Frederiksborg w Hillerød oraz do zamków w Vadstenie i Gripsholm. Materiałem budowlanym był piaskowiec z Roslagen i wapień z Olandii i Gotlandii. Wokół wielkiego portalu stanowiącego wejście do muzeum znajdują się rzeźby i płaskorzeźby dłuta Carla Eldha. Nad portalem umieszczono rzeźbę matki Svei przyjmującej dary od ludu, a nad nią widnieje bóg Odyn w otoczeniu wiewiórek. Wiele płaskorzeźb wyobraża podstawowe działy gospodarki: rolnictwo, górnictwo, leśnictwo i rybołówstwo. Praca kobiet jest reprezentowana przez rzeźbę starej kobiety przy kołowrotku i młodszej kobiety z dzieckiem.
Wystrój holu głównego z wysokimi łukami i przyporami nawiązuje do nawy gotyckiej katedry. Górna galeria jest podtrzymywana przez sześćdziesiąt marmurowych kolumn. Usytuowana centralnie kopuła (kiedyś jedna z największych w Szwecji) wspiera się na czterech potężnych filarach. Inkrustowaną wapiennymi symbolami metali i skał posadzkę zdobi pośrodku duża dekoracja w formie róży kompasowej. Mający 153 m długości budynek Muzeum Nordyckiego był przed wybudowaniem Globen największym świeckim budynkiem Szwecji. Jego wieża wznosi się na wysokość 81 m. Hol główny ma 126,5 m długości i 24 m wysokości. W celu oświetlenia wnętrza holu głównego budynek przekryto szklanym dachem z latarniami. Tak duże wymiary budynku i jego reprezentacyjnego holu wynikały z faktu, iż od początku był on pomyślany jako miejsce uroczystości państwowych. Z tego też względu w holu wejściowym ustawiono ogromny pomnik narodowego wyzwoliciela, Gustawa I Wazy. To od czasu jego panowania liczy się historia zbiorów Muzeum Nordyckiego. Posąg został wyrzeźbiony w 1925 z drewna dębowego przez Carla Millesa, a następnie pomalowany i pozłocony. W czole władcy tkwi kawałek dębu, który on sam miał posadzić w Rydboholm. Król jest przedstawiony jako władca potężny i despotyczny. W miejscu obecnego posągu stał wcześniej posąg gipsowy tego samego króla, ale uległ on zniszczeniu.
Przed frontonem muzeum widnieje posąg króla Karola X Gustawa na koniu, ustawiony dla upamiętnienia traktatu pokojowego z Roskilde w 1658.
W 2008 budynek Muzeum Nordyckiego na mocy ustawy o zachowaniu dziedzictwa kulturowego (lagen om kulturminnen) uznano za pomnik historii; wcześniej miał on status zabytku architektonicznego.

## Zbiory

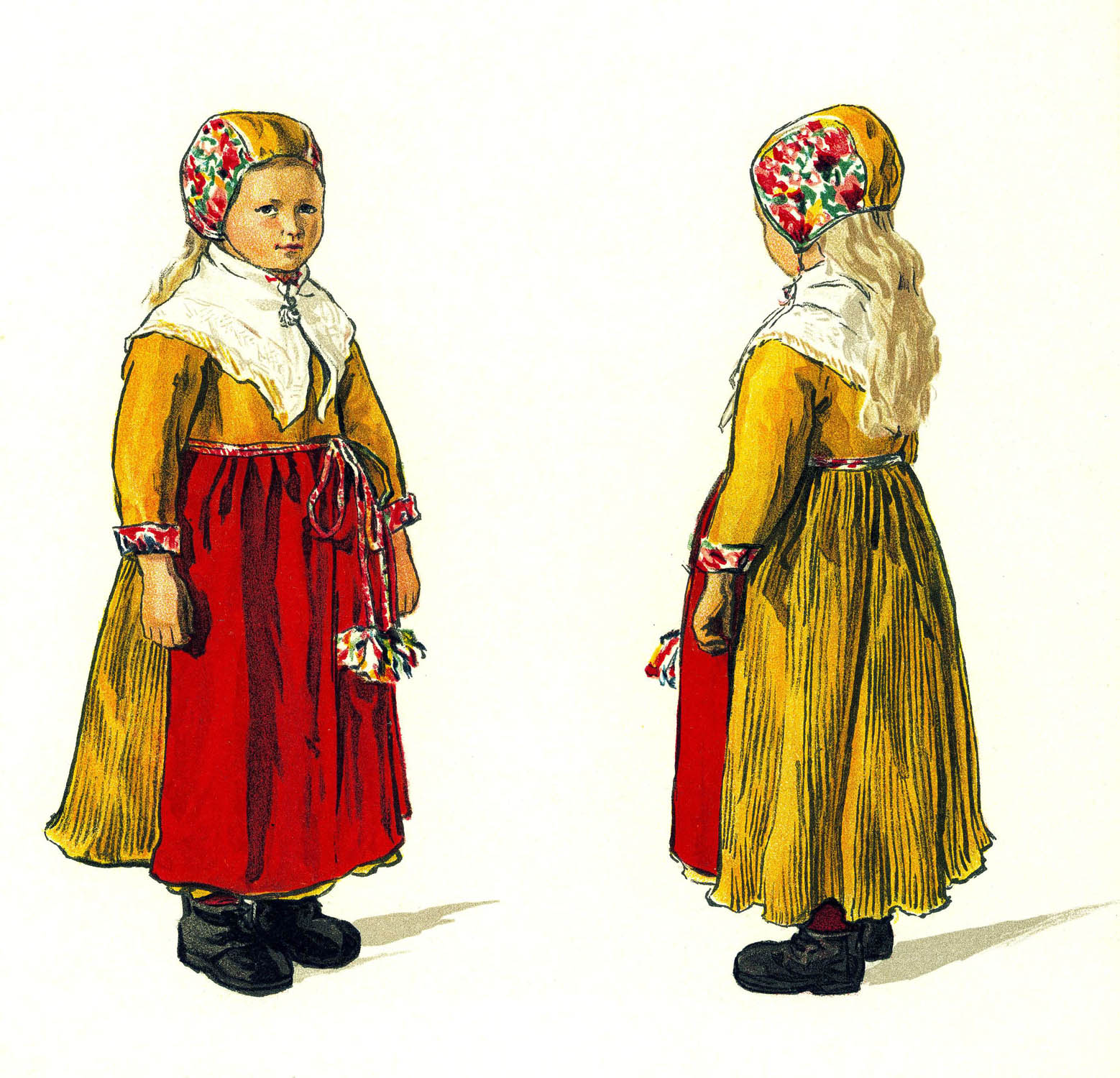
Dziecięce stroje ludowe z okolic Dalarny. Odbitka na podstawie akwareli Emelie von Walterstorff

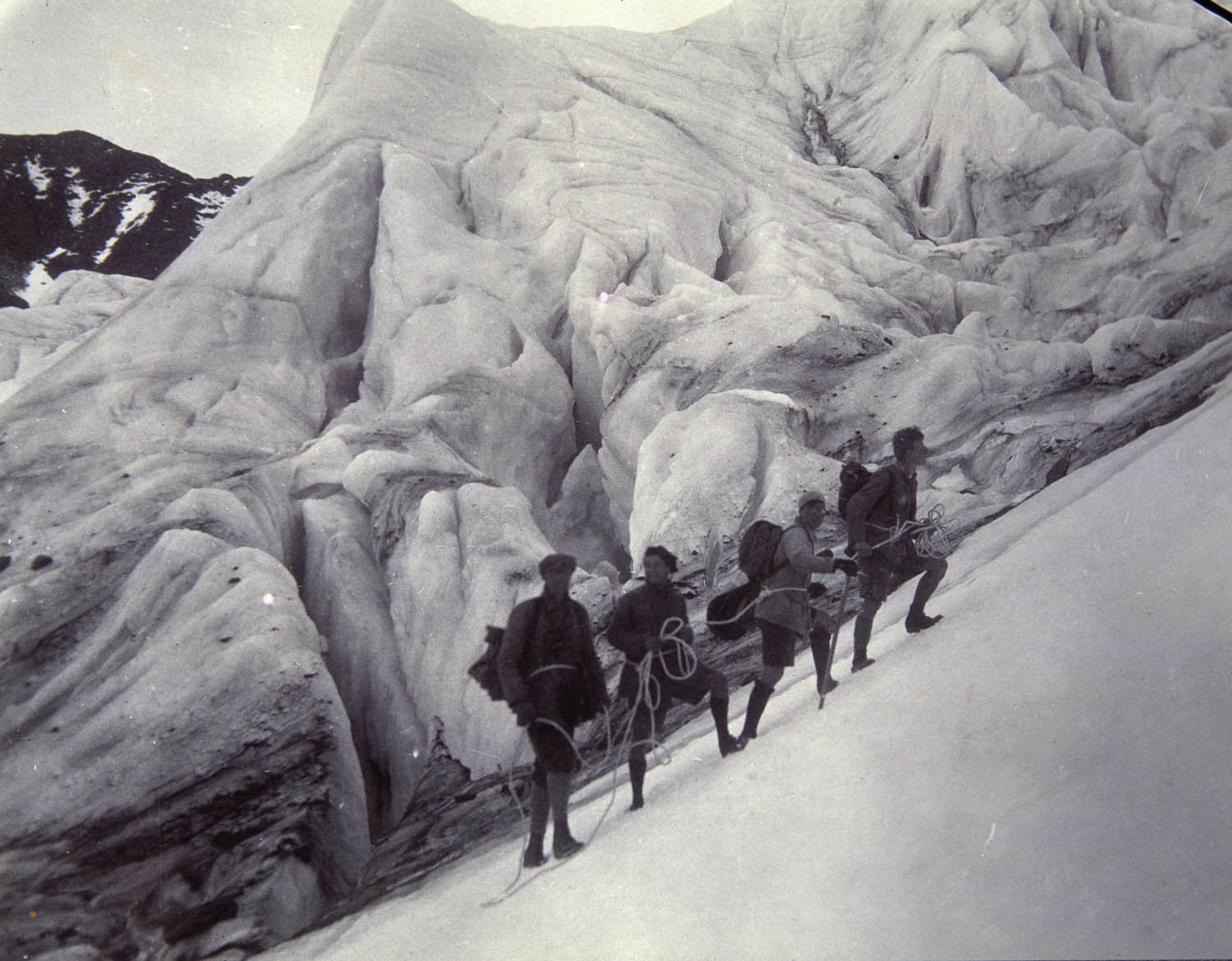
Wspinaczka na Kebnekaise – fotografia wykonana między 1900 a 1940

Arthur Hazelius rozpoczął zbieranie przedmiotów w 1872; obecnie w zbiorach muzeum znajduje się ponad 1 500 000 eksponatów, których rozmiar waha się od szpilek do zaprzęgów paradnych. W magazynie muzeum jest nawet wóz strażacki. Zakres chronologiczny zbiorów obejmuje okres od 1520 do dziś. Zbiory nieustannie powiększają się. 
O zróżnicowaniu kolekcji świadczą z jednej strony takie eksponaty, jak wisiorek Gustava Banéra, który podarował go swojej córce, zanim został na ścięty w krwawej łaźni w Linköping w 1600, chleb z kory czy jednorazowe talerze wykonane z papieru, a z drugiej strony tkaniny np. przetykany jedwabiem brokat, tkany w Sztokholmie w XVIII w. czy piękne wyroby sztuki ludowej. Poza tym uwagę zwracają dużych rozmiarów buty rybackie, lapoński bęben obrzędowy, wyroby fajansowe z Rörstrand, nowoczesne opakowania towarów, lalki Barbie i meble z IKEI.
Na parterze muzeum eksponowane są cechy rzemieślnicze, stroje ludowe oraz kultura lapońska. Na pierwszym piętrze organizowane są wystawy czasowe, na drugim umieszczono zbiory poświęcone Augustowi Strindbergowi (w tym 16 obrazów), domki dla lalek, dział tradycji i galerię mody, a na trzecim – meble, szwedzkie domy i drobne przedmioty.
Każdy przedmiot po znalezieniu się w zbiorach muzealnych otrzymuje numer inwentaryzacyjny i opis. Utworzona jest w ten sposób baza danych staje się dostępna zarówno dla naukowców jak i dla ogółu. Dużą wagę przykłada się też do konserwacji eksponatów, z których wiele liczy sobie ponad 100 lat. Część z nich trafiła do muzeum w stanie uszkodzonym lub była brudna. Uszkodzenia są usuwane, a eksponaty zabezpieczane przed niszczącym działaniem czasu. Wybór metod jest dokonywany pod kątem konkretnego przedmiotu. Zbiory muzealne udostępniane są publiczności poprzez różnego rodzaju wystawy. 
Muzeum Nordyckie współpracuje wraz z dziewięćdziesięcioma innymi muzeami kulturowo-historycznymi w ramach wspólnej inicjatywy zwanej Samdok, dotyczącej koordynacji w zakresie gromadzenia zbiorów, ich dokumentacji i badań.